# Khatthareeya Marasri
Khatthareeya Marasri (tiếng Thái Lan: คัฑลียา มารศรี), sinh ngày 1 tháng 3 năm 1970, là một nữ ca sĩ người Thái Lan.

## Danh sách đĩa nhạc
- "Khet Plod Khon Luang" เขตปลอดคนลวง (1997)
- "Khon Rueam Mee Kwam Rak" คนเริ่มมีความรัก (1998)
- "Khong Kwan" ของขวัญ (2000)
- "So Lor See" ซอรอสี (2000)
- "Nam Ta Kae Pan Ha Mai Dai" น้ำตาแก้ปัญหาไม่ได้ (2001)
- "Don Jai Kun Mae" โดนใจคุณแม่ (2001)
- "Ta Toe Ta G=Fan Toe Fan" ตาต่อตา ฟันต่อฟัน (2001)
- "Arai Ja Kied Hai Man Kert" อะไรจะเกิดให้มันเกิด (2002)
- "Hang Krueang Sam Cha" หางเครื่อง 3 ช่า (สูตรโบราณ) (2003)
- "Sam Hoe Sam Cha" สามโห่ สามช่า (2003)
- "Taew Butik" แต๋ว...บูติค (2004)
- "Pu Na Kha Kae" ปูนาขาเก (2004)
- "Putai Tai Poo" ปูไต่ ไต่ปู (2005)